# Calle Malpartida
La calle Malpartida es una vía pública de la ciudad española de Sevilla.

## Descripción
La vía discurre desde la calle Relator hasta Pozo. Aparece descrita en la Noticia histórica del origen de los nombres de las calles de esta ciudad de Sevilla (1839) de Félix González de León con las siguientes palabras:

Calle de la Marpatida [sic]. Está en el cuartel D. y en la parroquia de san Gil: ignoro el origen de su nombre; nada tiene que advertir; es una calle estrecha al fin de la calle de la Cruz de la Caja, cerca de la plaza de Pumarejo; que vá á salir con varias vueltas á la calle del Pozo.
(González de León, 1839, p. 360)